# Природна радиоактивност
Природна радиоактивност је врста јонизујућег зрачења које потиче из природних радиоактивних извора чијем дејству су изложена сва жива бића од њиховог постанка на Земљи. У ову врсту зрачења на Земљи не спада оно које потиче из извора које је човек произвео. Човек је свакодневно и непрекидно изложен основном нивоу зрачења из природе (природном фону) или јонизујућем зрачењу које потиче из природних извора зрачења ниског интензитета, или из извора у његовој животној средини који не подлежу контроли, и које често зовемо позадинско зрачење. 

У свакој секунди човека погоди око 15.000 честица природног (позадинског) зрачења (радиоактивног и космичког). На Земљи постоји око 60 радионуклида (радиоактивних елемената), у тлу, ваздуху, води, храни, али и у свим живим бићима. На планети на којој живимо, зрачење (радиоактивност) није последица развоја људске врсте на Земљи, већ је присутна одувек и као део свакодневнице. 

„Живот на земљи се не би развио да није било зрачења и то оног најопаснијег, јонизујућег. Зрачење у природи је саставни део нашег окружења. Сва материја око нас састављена је од мешавине разних врста атома, од којих је само стотинак врста стабилно, а више стотина је нестабилно, тј радиоактивно. Знамо да и наше тело, као и све што нас окружује, поседује атоме који зраче. Сем тога, из космоса до нас долази зрачење пореклом са Сунца или са других звезда, јер у свемиру нема препрека, да га спрече, да допре до нас“.
Улога природног зрачења у настанку радијационе болести, малигних и наследних промена код просечне популације још није директно доказана. Истраживањем је утврђено, само канцерогено дејство зрачења у рудницима са великом концентрацијом радона. Претпоставља се да и просечно зрачење у општој популације из природних извора можда има сличне последице, али су оне сразмерно мање заступљене.

## Основни појмови
Радиоактивност]] је физичка појава код које се атоми спонтано распадају уз емисију једне или више врста јонизујућих зрачења, као што су алфа, бета, неутронско и гама зрачење. Радиоактивност је спонтани процес у којем се атомско језгро, емитујући једну или више честица или кваната електромагнетног зрачења, преображава у друго језгро. Првобитно није била позната природа зрачења него се збирно говорило о радијацији па је ова појава „распада“ језгра названа радиоактивност, а језгра која емитују честице или зрачење радиоактивна језгра или, исправније радиоактивни изотопи.
Јонизујуће зрачење је електромагнетно или честично зрачење које може да јонизује материју и да изазове оштећење ћелија живих организама. Тако настали јони нарушавају биохемијске процесе у ћелијама, што може довести до разних поремећаја у њиховом функционисању и дељењу, те коначно до настанка озбиљних болести, попут рака. У јонизујуће зрачење спадају α, β, γ и Х зраци, космичко зрачење и неутрони.
Радионуклид јесте нуклид односно атом са дефинисаним атомским бројем, атомском масом и енергетским стањем, који је радиоактиван. Кад говоримо о природном зрачењу разликујем две врсте радионуклида; радионуклиде који потичу из космоса и радионуклиде увек присутне на земљи.
Радиоактивни материјал је материјал који садржи један радионуклид или више радионуклида чија је укупна и специфична активност изнад прописаних граница;
Апсорбована доза јонизујућег зрачења је средња енергија коју јонизујућим зрачењем прими јединица масе одређеног материјал. Јединица за апсорбована дозу је греј (Gy); 
Ефективна доза је збир производа еквивалентне дозе у ткиву или органу и одговарајућег ткивног тежинског фактора којим се изражава осетљивост појединих ткива и органа на појаву стохастичких ефеката јонизујућег зрачења. Она се израчунава из енергије коју зрачење преда организму, подељене са масом организма (тако се добије тзв. апсорбована доза), уз уважавање различитог дејства појединих врста зрачења и различите осетљивости појединих органа и ткива. Јединица за ефективну дозу сиверт (Sv). Она се подудара се нпр једнолико. озрачењу целог организма гама зрацима умерене енергије. Ефективна доза коју човек током једне године добије од зрачења из природних извора неколико је стотина пута мања од 1 Sv, и зато се изражава хиљаду пута мањом јединицом (mSv). Да би се проценила годишња ефективна доза, при њеном израчунавању се мора узети у обзир (а) Конверзије коефицијент из апсорбоване дозе у ваздух ефективне дозе и (б) Унутрашњи фактор попуњености. 
Просечне вредности нумеричких параметара варирају у зависности старост становништва и климе на задатој локацији. UNSCEA за 1993, користи 0.7 Sv Gy-1 као коефицијент конверзије апсорбоване дозе у ваздуху у ефективну дозу примљену од стране одраслих особа и 0,8 за унутрашњи фактор, односно као однос дела времена проведеног у затвореном и на отвореном који је 0,8 и 0,2.
Компоненте годишње ефективне дозе се одређују на следећи начин:
У Свету вредности просечне годишње ефективне доза износе 0,48 mSv, а резултате за поједине земље се крећу углавном у распону од 0,3 до 0,6 mSv. За децу и одојчад, вредности су око 10% и 30% веће, и у директној су сразмери са повећањем вредности коефицијента конверзије апсорбоване дозе у ваздуху у ефективну дозу.

## Процена ризика озрачења малим дозама природног зрачења
За мале дозе зрачења, којима је организам човека изложен природном зрачењу, у свету је прихваћена следећа процене ризика за општу популацију која износи:
| Укупни могући ризик од зрачења                                                    | 0,007 или 3% по једном (mSv) |
| Ризик од смрти изазване малигнитетом                                              | 0,005% по једном (mSv)       |
| Ризик од наследних учинака                                                        | 0,001 или 2% по једном (mSv) |
| Ризик од малигних болести при излагању дози од 1 (mSv) годишње током целог живота | 0,5%                         |

## Врсте
Према начину настанка радионуклиди се деле на: радионуклиде одувек присутне на Земљи и  радионуклиде као последица деловања космичког зрачења.

### Радионуклиде одувек присутне на Земљи
У изворе овог зрачења спадају радиоактивни елементи; уранијум 235, уранијум 238, торијум 232, радијум 226, радон 222 или калијум 40. Ови радионуклиди потичу још из времена формирања Земље, а карактерише их врло дуго време полуживота, и до милијарду година. Изузетак је гас радон, чији је полуживот 3,8 дана и од наведених радионуклеида најзначајнији је алфа-емитер. Радон настаје као карика у ланцу распада уранијум 228. У гасовитом је облику и излази из стена које садрже уран (већином у траговима), а највише у стенама из рудника уранијума. Просечно се у 1 м³ ваздуха налази око 106 атома радона.

У доњој табели наведени радионуклиди присутни су још из времена стварања Земље и имају врло велика времена полураспада, често и реда 100 милиона година. Активност ових нуклида с временом се смањивала па је на пример данашња доза калијума-40 отприлике упола мања него у време стварања Земље.
| Радионуклиди присутни још из времена стварања Земље | Радионуклиди присутни још из времена стварања Земље | Радионуклиди присутни још из времена стварања Земље |
| Радионуклид                                         | Време полураспада                                   | Активност                                           |
| --------------------------------------------------- | --------------------------------------------------- | --------------------------------------------------- |
| Уран - 235                                          | 07:04 × 10 8 год.                                   | 0,72% природног уранијума                           |
| Уран - 238                                          | 04:47 × 10 9 год                                    | 99.2745% природног уранијума                        |
| Торијум - 232                                       | 01:41 × 10 10 год                                   | 06/01 до 20 у обичним стенама                       |
| Радијум - 226                                       | 06/01 × 10 3 год                                    | 16 у кречњаку; 48 у вулканским стенама              |
| Радон - 222                                         | 3.82 дана                                           | Племенити гас; до                                   |
| Калијум - 40                                        | 01:28 × 10 9 год                                    | Тло - 0037 до 01/01                                 |

### Радионуклиде као последица деловања космичког зрачења
Извор овог зрачења (коме смо непрестано изложени) је углавном изван нашег Сунчевог система (док један део долази од Сунца), а састоји се од разних облика зрачења: електрони, протони, алфа честице, па и високоенергијских фотона (гама зраци). Оно у међудејству са атомима у горњим слојевима атмосфере производе радионуклиде, који су најчешће краћег времена полуживота. Као што су нпр, угљеник 14, трицијум, берилијум 7 итд. Космичко зрачење чини отприлике 13% од укупног природног позадинског зрачења. Дели се на два типа, примарно и секундарно. Примарно космичко зрачење састоји се од честица врло високе енергије (< 1018 eV), а то су углавном протони, алфа честице, тежи јони и електрони.

Атмосфера и Земљино магнетно поље такође се понашају као штит против космичког зрачења смањујући количину која долази до површине дефлектујући честице. На космичко зрачење утиче и Сунчева активност чије појачање узрокује појачање Земљиног магнетног поља, а тиме и слабљење учинка космичког зрачења. Може се закључити да годишња доза апсорбованог космичког зрачења зависи од надморске висине. У Сједињеним Америчким Државама особа ће у просеку примити дозу од 27 мрем годишње, а тај износ се отприлике удвостручује са сваких 2.000 метара надморске висине. Путујући од пола до екватора на нивоу мора долази до смањења количине космичког зрачења од само 10%, док је на надморској висини од 18.000 метара смањење 75% што је резултат деловања Земљиног и Сунчевог магнетног поља на примарно космичко зрачење.
Од зрачења се ниједно живо биће не може сакрити. Сваки човек прима годишњу ефективну (просечну) дозу зрачења од око 3,5 mSv која се састоји се од следећих доприноса:
- Удисање радона 2 mSv
- Унос осталих радионуклида у тело 0,39 mSv
- Земљино зрачење 0,28 mSv
- Космичко зрачење 0,28 mSv
- Вештачки извори 0,5 mSv [а]

| Просечна ефективна еквивалентна доза становника Велике Британије (1991) | Просечна ефективна еквивалентна доза становника Велике Британије (1991) | Просечна ефективна еквивалентна доза становника Велике Британије (1991) |
| Извор                                                                   | Доза/μSv                                                                | Проценат                                                                |
| ----------------------------------------------------------------------- | ----------------------------------------------------------------------- | ----------------------------------------------------------------------- |
| Природни извори                                                         |                                                                         |                                                                         |
| Радон                                                                   | 1300                                                                    | 50,1                                                                    |
| Гама зраци из земље и грађевинског материјала                           | 350                                                                     | 13,5                                                                    |
| Природни радионуклиди у храни                                           | 300                                                                     | 11,6                                                                    |
| Космичко зрачење                                                        | 350                                                                     | 10,0                                                                    |
| Вештачки извори                                                         |                                                                         |                                                                         |
| Примена у медицини                                                      | 370                                                                     | 14,3                                                                    |
| Професионално излагање                                                  | 7                                                                       | 0,27                                                                    |
| Радиоактивне падавине                                                   | 5                                                                       | 0,19                                                                    |
| Испуштање радионуклида                                                  | 0,4                                                                     | 0,02                                                                    |
| Уређаји широке потрошње                                                 | 0,4                                                                     | 0,02                                                                    |

Просечна особа, нпр у САД, добија ефективну дозу зрачења од око 3 mSv годишње која потиче од природних радиоактивних материјала и космичког зрачења из свемира. Природне дозе зрачења се разликују широм земљине кугле. Истовремено просечна особа годишње прими укупну дозу од вештачких извора од око 0,5 mSv. 
Једноставним упоређењем нивоа зрачења из природе, са нивоом радијацији из једног излагања рендген зрачењу (које у току дијагностичког прегледа у медицини износи око 0,1 mSv), добијамо вредност која је еквивалентна примљеној дози током излагања зрачењу природног окружења у току 10 дана. Очекивано смањење дужине живота (према подацима из САД) због обављања послова на којима је лице изложено зрачењу у дози од 3 mSv годишње је 15 дана, а код дозе од 10 mSv годишње 51 дан, док пушење кутије цигарета дневно скраћује живот за 6 година.